# Institutions d'Ancien Régime en Bretagne
La Bretagne a été administrée sous l'Ancien Régime par un ensemble complexe d'institutions et administrations.

## Provinces de France
- États de Bretagne

Commissions permanentes propres à la Bretagne
- - Commission intermédiaire : Ponts et chaussées (Bretagne)
  - Commission des domaines et contrôles à partir de 1759
  - Commission de la navigation intérieure, instituée en 1783
    - Digue et marais de Dol, 1560-
- Intendance de Bretagne ou Intendance de Rennes ou Généralité de Bretagne
- Gouvernement de Bretagne
  - Capitaineries (défense des côtes) : Audierne, Auray, Belle-île, Beuvracq ou Le Conquet, Bourgneuf, Cancale, Concarneau, Crozon, Dol, Île de Bréhat, Île de Groix, Presqu'île de Rhuys, Lannion, Le Croisic, Lorient, Machecoul, Matignon, Montoir, Morlaix, Muzillac, Paimbœuf, Pontbriand, Pornic, Port-Louis, Saint-Brieuc, Saint-Malo, Saint-Nazaire, Saint-Pol-de-Léon, Tréguier, Vannes.

## Les juridictions
- Coutume de Bretagne
- Parlement de Bretagne créé en 1554.
- Amirautés de Bretagne créés en 1691.

### Présidiaux&sénéchaussées
Créés en 1551.

### Maîtrise des Eaux et Forêts
- Maîtrise des eaux-et-forêts de Bretagne

### Divers
- Maréchaussée de Bretagne
- Tribunaux de commerce : Consulat de Rennes - Consulat de Saint-Malo - Consulat de Nantes, etc

## Administration financière
Les circonscriptions financières de la Bretagne sont les diocèses.
- Chambre des comptes de Bretagne à Nantes, 1513-
- Cour des monnaies de Nantes
- Cour des monnaies de Rennes

## Administration ecclésiastique

### Évêchés de Bretagne
- Évêché de Dol
- Évêché de Nantes
- Évêché de Quimper
- Évêché de Rennes
- Évêché de Saint-Malo
- Évêché de Saint-Pol-de-Léon
- Évêché de Tréguier
- Évêché de Vannes
- Évêché de Saint-Brieuc

## Gouvernement de Bretagne

### Commandants en chef en Bretagne
Suppléant du gouverneur, premier commissaire du roi aux États, les intendants leur sont subordonnés.
- Jean II, comte d'Estrées, maréchal de France : 7 août 1689
- François Louis Rousselet de Châteaurenault, maréchal de France : 26 avril 1704
- Pierre de Montesquiou d'Artagnan, maréchal de France : 1er août 1716
- Victor-Marie, comte d'Estrées, maréchal de France : 3 juillet 1720
- Yves, marquis d'Alègre, maréchal de France : 11 septembre 1724
- Victor-Marie, comte d'Estrées, etc., : 12 août 1726
- Louis de Brancas, marquis de Céreste, maréchal de France : 5 mai 1738
- Philippe-Charles, marquis de La Fare, comte de Laugère, maréchal de France : 25 mars 1746
- Michel Ferdinand d'Albert d'Ailly, duc de Chaulnes, lieutenant général : 27 septembre 1750
- Emmanuel Armand de Vignerot du Plessis Richelieu, duc d'Aiguillon, lieutenant général : 20 avril 1753
- Emmanuel-Félicité de Durfort, duc de Duras, lieutenant général : 11 septembre 1768
- Jean-Charles Berwick, duc de Fitz-James, chevalier de Berwick, maréchal de France : 28 septembre 1771
- Henri Bouchard de Lussan, marquis d'Aubeterre, maréchal de France : 27 mars 1775
- Armand-Marc, comte de Montmorin et de Saint-Herem, maréchal des camps et armées : 26 mars 1784
- Henri-Charles, comte de Thiard, lieutenant général : 1er mai 1788